# Madalena (bolo)
As madalenas, ou madeleines, como são ainda hoje chamadas no Brasil, são biscoitos em forma de concha originários da comunidade de Commercy, na região da Lorena (em francês: Lorraine; em alemão: Lothringen), no nordeste da França.
As madeleines estão associadas a essa pequena região, cujos confeiteiros contam que, há um bom tempo atrás, pagaram uma alta quantia pela receita e passaram a vender os bolinhos em caixas ovais como uma especialidade da região.
As receitas, com mais ou menos ingredientes (nozes, condimentos), mencionam a mistura de ovos, açúcar, farinha, fermento, manteiga derretida e raspa de limão, que depois é levada a forno brando, em formas que lembram a valva de uma concha de vieira (molusco marinho bivalve).

## História damadeleine
A madeleine de Commercy nasceu (ou tornou-se famosa) nas cozinhas de Estanislau I da Polônia, por volta de 1750. Este deposto rei da Polônia, semiexilado no leste de França, viu de repente a sua filha Maria tornar-se rainha de França, pelo casamento com o Duque de Bourbon, que se tornou no rei Luís XV de França. Desta forma, Stanislas tornou-se facilmente duque da Lorena e melhorou a cidade de Nancy em termos arquitetônicos, estando aí sepultado.
Desta forma, é muito possível que um simples doce regional se tivesse notabilizado, primeiro na corte do duque da Lorena, depois na do rei de França. O certo é que não se sabe se teria sido alguns dos cozinheiros do duque a inventar a iguaria, ou quem teria sido, como se queixava em 1843 o historiador Charles Dumont.

### A origem
Segundo historiadores,[carece de fontes?] no século XVIII as freiras de um convento dedicado à Maria Madalena, vendiam bolinhos em formatos de concha para manter tanto o convento quanto suas creches. Quando os conventos e mosteiros foram abolidos da França durante a Revolução Francesa, as freiras venderam a receita aos confeiteiros da região, que passaram a produzir o doce e nomearam-no de madeleine em homenagem ao convento.
Há histórias do final do século XIX que dizem que, a cada vez que um trem parava na pequena localidade de Commercy, os passageiros eram abordados por vendedoras ambulantes que ofereciam as madeleines. Esse comércio repetiu-se desde a inauguração da estrada pelo imperador Napoleão III, em 1852, até 1939, durante a 2ª Guerra Mundial. A origem desse doce, no entanto, é bastante controversa, mas, para os estudiosos do assunto, uma coisa é certa: as madeleines surgiram para agradar Stanisław Leszczyński (1677-1766), soberano deposto da Polônia.
Segundo outras versões, o bolinho tornou-se conhecido em 1755 após serem oferecidos em um jantar na corte do rei Stanislaw Leszczyński. Como os bolinhos que agradaram tanto a Stanislaw ainda não possuíam nome, seu genro Luís XV da França, casado com sua filha Marie, nomeou os bolinhos com o nome da confeiteira que os produzira: Madeleine Paulmier. Os bolinhos agora denominados de Madeleines de Commercy eram feitos caseiramente nos feriados festivos, e como uma solução muito eficiente para salvar um jantar desastroso. Levados então para a corte de Versailles, por Luis XV e Marie, criaram fama e se espalharam por toda a França.
Ainda, de acordo com outras fontes, a madeleine remota à origem da peregrinação a Santiago de Compostela (Saint-Jacques-de-Compostelle), onde uma garota chamada Madelaine ofereceu aos peregrinos um bolo feito com ovos, moldado em formato de conchas Saint-Jacques, o emblema da peregrinação. Fazendo com que o doce ultrapassasse barreiras territoriais e chegasse até a Espanha.

### Marcel Proust
Independentemente da versão original da história, as madeleines foram imortalizadas na obra de Marcel Proust – Em busca do tempo perdido. O autor utiliza os bolinhos para contrastar a memória involuntária com a voluntária, que designa aquelas recuperadas pela "inteligência". O mais famoso exemplo de memória involuntária por Proust é conhecido como o "episódio da madeleine":
Mal o líquido quente misturado com as migalhas tocou meu paladar, um arrepio percorreu-me e eu parei, atentando-me sobre a coisa extraordinária que estava acontecendo comigo. Um prazer delicioso tinha invadido os meus sentidos, algo isolado, individual, sem sugestão de sua origem. E, uma vez que as vicissitudes da vida haviam se tornado indiferentes para mim, seus desastres inócuos, sua brevidade ilusória – esta nova sensação de ter tido em mim o efeito que o amor tem de me encher com uma essência preciosa; ou melhor, essa essência não estava em mim que era eu. ... De onde ele veio? O que isso significa? Como eu poderia apreender e apreendê-lo? ... E de repente, a memória se revelou. O sabor foi a do pequeno pedaço de madeleine das manhãs de domingo em Combray. Quando eu ia para dizer bom dia para ela em seu quarto, minha tia Léonie costumava me dar, mergulhando-o pela primeira vez em sua própria xícara de chá ou tisana. A visão da pequena madeleine não tinha me recordado nada até eu prová-la. E tudo a partir de uma xícara de chá.